# Liste de disques circumstellaires
Cet article présente une liste de disques circumstellaires répartie selon les deux sous-catégories usuelles : disques protoplanétaires et disques de débris.

## Liste de disques de débris
| Étoile                   | Classe spectrale | Distance (al) | Disque                                     | Orbite (ua)            | Commentaire |
| ------------------------ | ---------------- | ------------- | ------------------------------------------ | ---------------------- | --- |
| Soleil (Système solaire) | G2V              | /             | Nuage zodiacal                             | Jusqu’à environ 3 ua   | Responsable de la lumière zodiacale. Masse d’approximativement 10−9 M⊕ ; |
| Soleil (Système solaire) | G2V              | /             | Anneau de Vénus                            | ~0,7                   | Surdensité au sein du nuage zodiacal au niveau de l'orbite de Vénus. |
| Soleil (Système solaire) | G2V              | /             | Anneau de la Terre                         | ~1                     | Surdensité au sein du nuage zodiacal au niveau de l'orbite de la Terre. |
| Soleil (Système solaire) | G2V              | /             | Ceinture (principale) d'astéroïdes         | 1,7 à 4,5 (sens large) | Située entre l'orbite de Mars et celle de Jupiter à environ 3 ua et constituée de la majorité des astéroïdes connus. Elle contient une planète naine : Cérès. Sa masse totale est évaluée à 6 × 10−4 M⊕.      |
| Soleil (Système solaire) | G2V              | /             | Ceinture de Kuiper (ou d'Edgeworth-Kuiper) | 30-55                  | Au-delà de l’orbite de Neptune. Elle est principalement composée de petits corps et trois planètes naines y ont été détectées : Pluton, Makémaké et Hauméa. Sa masse est estimée à 10-1 Masse terrestre (M⊕). |
| Soleil (Système solaire) | G2V              | /             | Nuage de Hills                             |                        | |
| Soleil (Système solaire) | G2V              | /             | Nuage d'Oort (ou d'Öpik-Oort)              |                        | |
| Soleil (Système solaire) | G2V              | /             | Disque des objets épars                    |                        | |
| HR 8799                  |                  |               | Disque de débris                           |                        | |
| Epsilon Eridani          | K2V              | 51.8          | Ceinture d'astéroïdes interne              | 3                      | |
| Epsilon Eridani          | K2V              | 51.8          | Ceinture d'astéroïdes intermédiaire        | 20                     | |
| Epsilon Eridani          | K2V              | 51.8          | Disque de poussières externe               | 35 à 100               | |
| Tau Ceti                 | G8V              | 11,9          | Disque de débris                           | 35 à 50                | |
| Véga,                    | A0V              | 25            | Disque de débris                           | 70-100 à 330-815       | |
| AU Microscopii           | M1Ve             | 33            |                                            | 50 à 150               | |
| HD 181327                | F5.5V            | 51.8          |                                            | 89 à 110               | En 2025 une équipe chercheurs confirme la présence de glace d'eau au sein de ce disque. |
| HD 69830                 | K0V              | 41            | Ceinture d'astéroïdes                      | <1                     | |
| 55 Cancri A              | G8V              | 41            |                                            | 27–50                  | |
| Pi1 Ursae Majoris        | G1.5Vb           | 46,5          |                                            | ?                      | |
| HD 139664                | F5IV-V           | 57            |                                            | 60–109                 | |
| Eta Corvi                | F2V              | 59            | Disque de débris interne                   | 3.5                    | |
| Eta Corvi                | F2V              | 59            | Disque de débris externe                   | 100–150                | |
| HD 53143                 | K1V              | 60            | Disque de débris                           | ?                      | |
| Beta Pictoris            | A5V              | 63            |                                            | 25–550                 | |
| Zeta Leporis             | A2Vann           | 70            | Ceinture d'astéroïdes                      | 2–8                    | |
| HD 92945                 | K1V              | 72            |                                            | 45–175                 | |
| HD 107146                | G2V              | 88            | Disque de débris                           | 130                    | |
| Fomalhaut                | A3V              | 25            |                                            | 133                    | |
| HD 98800                 | inconnu          | 150           |                                            | 1                      | |
| HD 12039                 | G3-5V            | 137           |                                            | 5                      | |
| HD 15115                 | F2V              | 150           |                                            | 315–550                | |
| 49 Ceti                  | A1V              | 186           |                                            | 80–280                 | Disque inhabituellement riche en gaz ; du monoxyde de carbone y a notamment été détecté. |
| HR 4796 A,               | A0V              | 220           | Disque de poussières                       | 200                    | |
| HD 141569 A              | B9.5e            | 320           |                                            | 400                    | |
| HD 113766 A              | F4V              | 430           |                                            | 0,35–5,8               | |
| LSPM J0207+3331          |                  |               |                                            |                        | Naine blanche la plus ancienne et la plus froide dotée d'un disque circumstellaire. |